# Diario del Imperio Francés
El Diario del Imperio Francés va ser una publicació periòdica apareguda a Vic durant la Guerra del francès de la qual només se'n coneix un exemplar reimprès a Reus per Josep Rubió, del 31 d'octubre de 1813. A la subprefectura de Vic es van imprimir durant aquest període diversos periòdics: El Patriota Ausonense el 1812 i aquest Diario del Imperio Francés el 1813. Abans de l'arribada dels francesos a la ciutat s'havien editat la Gazeta de Vich, el Diario de Vich, el Correo de Vich i el Noticiero de Vich, que mostraven l'activitat cultural i política de la ciutat.
La bibliotecària Montserrat Comas cita al col·leccionista i bibliògraf Manuel Gómez Imaz que explica que aquest periòdic publicava notícies sobre les guerres que l'Imperi napoleònic desenvolupava a Europa, i, en el número conservat, donava detalls de les batalles recents de Wachau i Leipzig. L'historiador de la cultura reusenca Joaquim Santasusagna diu que era un més dels periòdics que treien els francesos per explicar les seves victòries a Europa.

## Característiques tècniques
L'exemplar conservat, imprès a Reus per Rubió a benefici de la Casa de la Caritat, com altres diaris reusencs del moment (el Periódico Político y Mercantil de la Villa de Reus o el Eco de Reus) servien per ajudar a finançar el manteniment d'orfes i indigents recollits per l'ajuntament durant aquells dies convulsos. L'exemplar conegut, sense numerar i amb una capçalera impresa i mida quartilla, tenia 8 pàgines Es pot consultar en línia, ja que està digitalitzat per la Biblioteca Nacional de Madrid.